# Niclas Mortensen
Niclas Mortensen (født 22. august 1986) er en dansk dubber og skuespiller, lydtekniker, teknisk ingeniør, oversætter, dubbing-instruktør. Han har lagt stemme til mange danske tegnefilm, og begyndte allerede som 12-årig. Han har også spillet på Betty Nansen Teatret i stykket Galileis Liv.